# End of Disclosure
End of Disclosure — двенадцатый студийный альбом шведской дет-метал группы Hypocrisy. Альбом был выпущен 22 марта 2013. На композиции «End of Disclosure» и «Tales of Thy Spineless» сняты музыкальные видео.
Петер Тэгтгрен описал музыку альбома как «возвращение к основам», которые по его словам были потеряны при написании предыдущих альбомов. В целом музыка стала чуть более затяжной и похожей на другой проект Петера Abyss.

## Список композиций
Слова и музыка всех песен — Hypocrisy кроме трека 9 (музыка написана Микаэлем Хэдлундом).
| №                   | Название                 | Длительность |
| ------------------- | ------------------------ | ------------ |
| 1.                  | «End of Disclosure»      | 4:46         |
| 2.                  | «Tales of Thy Spineless» | 4:36         |
| 3.                  | «The Eye»                | 5:41         |
| 4.                  | «United We Fall»         | 4:50         |
| 5.                  | «44 Double Zero»         | 4:27         |
| 6.                  | «Hell Is Where I Stay»   | 4:34         |
| 7.                  | «Soldier of Fortune»     | 4:51         |
| 8.                  | «When Death Calls»       | 3:54         |
| 9.                  | «The Return»             | 6:06         |
| Общая длительность: | Общая длительность:      | 43:45        |

| №                   | Название                         | Длительность |
| ------------------- | -------------------------------- | ------------ |
| 10.                 | «Living Dead»                    | 3:51         |
| 11.                 | «They Lie (The Exploited cover)» | 2:41         |
| Общая длительность: | Общая длительность:              | 50:17        |

## Участники
- Петер Тэгтгрен — вокал, гитара
- Микаэль Хэдлунд — бас-гитара
- Рейдар Хорхаген — ударные